# Клебанов, Самуил Яковлевич (лётчик)
Самуил Яковлевич Клебанов (1910, Орша — 16 апреля 1942, Витебский аэродром) — советский лётчик, первопроходец ненецких трасс, шеф-пилот Северного управления Аэрофлота. В годы Великой Отечественной войны старший лейтенант, заместитель командира бомбардировочной эскадрильи 748-го авиационного полка дальнего действия АДД.
Является одним из прототипов Сани Григорьева — главного героя каверинского романа «Два капитана».

## Биография

### Становление лётчика
Родился в 1910 году в городе Орша. В возрасте 13 лет, прочитав журнал «Вестник Воздушного флота», увлёкся авиацией, вступил в пионерский отряд «Воздухофлот». По чертежам модели из журнала в течение полугода клеил авиамодель, которая удостоилась чести быть в авиауголке клуба пионерского отряда. Занимался в авиамодельных кружках, построил десятки моделей, неоднократно участвовал в состязаниях авиамоделистов.
В 1927 году был принят в только что организованную в Ленинграде планерную секцию. Секция занималась строительством планера, общественным инструктором секции был Валерий Чкалов, конструктором и руководителем работ был студент Политехнического института Олег Антонов, будущий генеральный конструктор знаменитых «Анов». Под его руководством и по его чертежам в заброшенном сарае в Дудергофе кружковцы за год построили планер ОКА-3.
В 1929 году Самуила Клебанова послали на шестые Всесоюзные состязания планеристов, а по возвращении ему было присвоено звание пилота-планериста.
В 1930 году окончил лётную школу Осоавиахима, спустя два года — 3-ю Объединённую школу пилотов и авиатехников ГВФ, аэродром Балашов.
С 1932 года работал в Ленинграде, в Северном управлении ГУ ГВФ «Аэрофлот», при этом продолжал заниматься планеризмом, много летал на планерах Г-9.

### Авиация Севера: 1935—1936
В 1935 году в Нарьян-Маре родилась авиация Ненецкого окрисполкома, состоявшая из двух У-2 и двух пилотов: первого — Виталия Сущинского и второго — Самуила Клебанова (затем пришли Раскидной и Кавецкий).
Воспоминания о Клебанове того периода оставил нарьян-марский журналист Георгий Павлович Вокуев, которому в то время было 11 лет:
«Роста он был небольшого, выглядел как мальчишка. Лётчик, а никакой солидности. Его редко кто называл по имени, а по отчеству и тем паче. Просто Муля — уменьшительно-ласкательное от Самуила. А девушки, что и говорить, заглядывались на него, звали ещё нежнее: Мулечка. Ему было 25 лет, а он бегал с нами наперегонки, азартно играл в лапту и до одури гонял мяч по полю».
В сезон 1935—1936 годов первопроходцы ненецких трасс совершили чудо — 267 безаварийных полётов (из них 107 совершил Клебанов, 150 — Сущинский), общей протяженностью 26427 км, было открыто восемь новых трасс общей протяжённостью 2470 км.
К июлю 1936 года налёт Клебанова составлял 1436 часов, из которых 119 — на ненецких трассах.
Решением Ненецкого окрисполкома награждён велосипедом и премией в 500 рублей.
Из аттестации на Клебанова С. Я. того времени:
«Обладает достаточной силой воли. Инициативен и решителен, дисциплинирован. Обладает большой инициативой. Хорошо развит. Работает над собой, живо интересуется новинками авиационной техники. Летает охотно, с чувством здорового соревнования, особенно в неосвоенных местностях и в тяжёлых условиях».
Клебановым был обобщён опыт полётов над округом: определена особенность трасс в сплошной тундровой белизне, расписан порядок закрепления самолёта в случаях вынужденной посадки в тундре, разработаны рекомендации по обмундированию при экстремально низких температурах (малица, тобоки, тужурка из овчины), оборудованию для самолёта, и даже наполнению аварийного бортового пайка (шоколад, сгущённое молоко, галеты, сливочное масло), так как мясные и рыбные консервы смерзались намертво.
В 1936 году отозван в Архангельск. В 1938 году назначен старшим пилотом Архангельского аэропорта, находящегося в то время в посёлке Кегостров. Затем переведён в Ленинград — шеф-пилот Северного управления Гражданского воздушного флота (ГВФ).

### Великая Отечественная война
На начало войны Клебанов — младший лейтенант, командир экипажа бомбардировщика 212-го дальнебомбардировочного авиаполка АДД.

За первые три месяца войны совершил 23 боевых вылета, в том числе 8 ночных.

Трижды Клебанова сбивали над территорией, занятой противником, дважды он сажал горящую машину и возвращался в часть.

27 сентября 1941 года клебановский экипаж нанёс бомбовый удар по немецким бронетанковым частям севернее Полтавы, после чего подвергся атакам пары истребителей «Ме-109». Один «мессер» был сбит. Клебанов сумел перетянуть линию фронта на горящем самолёте и посадить его, спасая жизни тяжело раненых бортовых стрелков. 

Награждён орденом Ленина.

ПРИКАЗ № 29 ПО 42 АВИАЦИОННОЙ ДИВИЗИИ ГЛАВНОГО КОМАНДОВАНИЯ

1 октября 1941 года г. Елец

Содержание: О героических действиях экипажей мл. лейтенантов: Гречишкина В. К., Клебанова С. Я. и лейтенанта Бондаренко И. И.

20.9.41 года при налёте на аэродром противника у гор. П., на котором базировалось до 20 Ме-109 и 12-15 транспортных машин типа Ю-52, экипажами 212 авиаполка мл. лейтенанта Гречишкина В. К. и лейтенанта Бондаренко И. И. полностью уничтожено на земле 5 Ме-109 и не менее 6 Ме-109 и Ю-52 повреждено.
27.9.41 года экипаж 212 авиаполка (командир экипажа мл. лейтенант Клебанов С. Я.) после успешного выполнения им боевого задания при уходе от цели был атакован двумя Ме-109. В результате длительного воздушного боя стрелками-радистами мл. сержантом Бычковым В. Ф. и мл. сержантом Зотовым В. А. был сбит один Ме-109. После восьмой атаки второму Ме-109 удалось подбить самолёт мл. лейтенанта Клебанова. Стрелки-радисты мл. сержанты Бычков и Зотов, имея десять и более ранений, героически защищали свой экипаж до последней возможности.
Имея на борту самолёта тяжелораненых стрелков-радистов, командир экипажа мл. лейтенант Клебанов на горящем подбитом самолёте решил дотянуть до своей территории и там произвести посадку.
С огромным напряжением всех сил лётчик Клебанов довел самолёт до линии фронта, произвел посадку в расположении своих наземных частей.
Вытащив тяжелораненых стрелков-радистов из горящего самолёта, командир экипажа мл. лейтенант Клебанов сдал раненых в госпиталь, а сам явился в штаб общевойскового соединения, после чего явился вместе со штурманом в свою часть.
14 ноября 1941 года экипажам Самуила Клебанова, Николая Ковшикова и Николая Богданова была поставлена задача нанести бомбовый удар по крупному городу-порту Кёнигсбергу. Экипаж Николая Ковшикова с этого задания не вернулся.

С декабря 1941 года — в 748-м авиаполку дальнего действия.

К апрелю 1942 года С. Клебанов совершил уже более 60 боевых вылетов, был отмечен вторым орденом — Красного Знамени, назначен заместителем командира эскадрильи.

### Последний вылет
В ночь с 15 на 16 апреля 1942 года авиация дальнего действия обрушила удары по дальним коммуникациям противника. Самолёт Клебанова ДБ-3Ф шёл последним с задачей произвести аэрофотосъёмку результатов налёта, самолёт с задания не вернулся.
Из боевого донесения № 29 Штаба Авиации ДД от 16 апреля 1942 года:
«748-й авиаполк восемью самолётами вылетал на бомбардирование железнодорожного узла Витебск. 7 самолётов задание выполнили и посадку произвели на своём аэродроме. Один самолёт (ст. лейтенант Клебанов) с задания не возвратился. Данных о выполнении задачи и места его нахождения нет».
По немецким источникам в ночь с 15 на 16 апреля 1942 года сразу два русских самолёта были сбиты в районе Витебского аэродрома, но рапорта в архиве не сохранились.
Воспоминания Н. Г. Богданова:
Погиб экипаж Самуила Клебанова. Обстоятельства его гибели я узнал от участников налёта на Витебский аэродром… Клебанов бомбил аэродром одним из последних. Сбросив бомбы, его самолёт снизился на малую высоту и стал расстреливать уцелевшие самолёты врага из пулеметов. Несколько машин вспыхнуло, а самолёт Клебанова продолжал кружить над стоянками. Через некоторое время гитлеровцы пришли в себя и открыли огонь из всех калибров зенитной артиллерии. Одна из очередей малокалиберного зенитного орудия сразила самолёт храбрецов, и они упали со своей горящей машиной прямо на лётном поле аэродрома.
О похоронах Клебанова немцами с воинскими почестями, со ссылкой на информацию поступившую от партизан, сказано в мемуарах Главного маршала авиации А. Е. Голованова.
Официально считается пропавшим без вести 15 апреля 1943 года. Точные обстоятельства гибели неизвестны ввиду секретности документов, попытки двоюродного внука М. Клебанова — известного архивиста Георгия Рамазашвили получить доступ к документам не увенчались успехом. Поиски места падения самолёта или места захоронения, проводившиеся в 1988 и 1997 годах также были безрезультатны.

## Прототип каверинского Сани Григорьева
Самуил Клебанов является одним из прототипов каверинского Сани Григорьева.
Каверина с Клебановым незадолго до войны познакомил писатель Лев Успенский, на тот момент Клебанов был уже шеф-пилотом Северного управления ГВФ в Ленинграде.

В. А. Каверин вспоминал о встрече с Клебановым:
Писателю редко удается встретить своего героя в его вещественном воплощении, но первая же наша встреча показала мне, что его биография, его надежды, его скромность и мужество в полной мере укладываются в тот образ, каким я представлял себе в дальнейшем (во втором томе) моего героя Саню Григорьева… Он принадлежал числу тех немногих людей, у которых слово никогда не опережает мысль.
В каверинском сборнике «Литератор» есть письмо Каверина Клебанову, датированное 14 марта 1942 года:
…Я читал в «Известиях» о том, что Вы летали бомбить Германию, и почувствовал настоящую гордость за то, что изобразил хоть небольшую частицу Вашей жизни в «Двух капитанах». От всей души поздравляю Вас с орденами — уже двумя — так быстро. Я не сомневаюсь в том, что Вы — настоящий человек и мужчина…
Также Каверин вспоминал о Клебанове в «Письме к читателям»:
Должен заметить, что огромную, неоценимую помощь в изучении лётного дела оказал мне старший лейтенант Самуил Яковлевич Клебанов, погибший смертью героя в 1943 году. Это был талантливый лётчик, самоотверженный офицер и прекрасный, чистый человек. Я гордился его дружбой.
Из биографии Клебанова писатель взял историю полёта в становище Ванокан: в пути неожиданно началась пурга, и катастрофа была неминуема, если бы лётчик не использовал придуманный им тут же способ крепления самолёта. Позднее Клебанов описал этот способ в научном журнале.
В романе после Ленинграда Саня Григорьев учился в Балашовской лётной школе, как и его прототип, а затем работал там инструктором до 1933 года.

## Память
В Народном музее авиации Севера в г. Архангельске имеется экспозиция, посвящённая С. Я. Клебанову, в том числе его орден Ленина.